# خورخي فيريرا
خورخي فيريرا (بالبرتغالية: Jorge Ferreira‏) هو لاعب كرة قدم أنغولي وبرتغالي، ولد في 18 مارس 1966 في بنغيلا في أنغولا. شارك مع منتخب البرتغال تحت 21 سنة لكرة القدم ومنتخب البرتغال لكرة القدم. أما مع النوادي، فقد لعب مع سبورتينغ براغا ونادي أونياو دا ماديرا ونادي بايرنسيه ونادي فيتوريا سيتوبال.

## وصلات خارجية
- خورخي فيريرا على موقع قاعدة بيانات كرة القدم.إي يو (الإنجليزية)
- خورخي فيريرا على موقع ناشيونال فوتبول تيمز (الإنجليزية)